# تصنيف مجلة تايمز للتعليم العالي للجامعات العالمية
تصنيف مجلة تايمز للتعليم العالي للجامعات العالمية (بالإنجليزية: Times Higher Education World University Rankings)‏ هو تصنيف سنوي للجامعات يُنشر من قِبل مجلة تايمز للتعليم العالي التي كانت تتعاونُ معَ بعض الشركات الناشئة للقيام بتصنيف الجامعات العالمي كيو إس وذلك في الفترة المُمتدة من 2004 وحتّى 2009 قبل أن تتحول المجلة للتعاونِ معَ تومسون رويترز في نشر نظام التصنيف الجديد. تعملُ المجلّة في الوقت الحالي على نشر تقرير يضمّ أفضل الجامعات العالمية مع تصنيفات أخرى وهي أفضل الجامعات في آسيا، أمريكا اللاتينية ثم أفضل الجامعات في الدول ذات الاقتصادات الناشئة.
حظي التصنيف بشهرة كبيرة وبات يُعتمد عليه في نطاق واسع من أجل تقييم الجامعات على المستوى العالمي جنبا إلى جنب مع التصنيف الأكاديمي لجامعات العالم وكذا تصنيف الجامعات العالمي كيو إس. بحلول عام 2010؛ حسّنت وطورت مجلة التايمز من تصنيفها وحاولت شمل عددٍ لا بأس به من جامعات العالم بدلَ الاعتماد على تلك الناطقة باللغة الإنجليزية فقط أو حتّى تلك المتواجدة في الدول المتقدمة لا غير.

## المنهجية

### معايير التصنيف
يقوم هذا التصنيف على منهجية واضحة تقوم بدورها على 13 سِمة مجمعة تحت خمس فئات: التدريس (30% من الدرجة النهائية)، البحث (30 في المئة)، الاستشهادات بأبحاث الجامعة أو المؤسّسة البحثية (32.5%)، المكانة على المستوى الدولي (5%) ثمّ حجم الدخل (2.5 %).
صدرت هذه المنهجية في الثالث من حزيران/يونيو 2010، ذُكر حينها أنّ المجلة اللندنية قد ترفعُ عدد المؤشرات إلى 16 في المستقبل القريب من خلال إضافة مؤشر البحث العلمي (55 في المئة)، مكانة المؤسسية (25 في المئة) ثم النشاط الاقتصادي/الابتكار (10 في المئة) وكذا التنوع الدولي (10 في المئة). عمومًا؛ يمكن اختصار هذه المؤشرات وتلخيصها كما هو موضح في الجدول التالي:
| المؤشر                     | السِمات | النّسبة                            |
| -------------------------- | --- | --------------------------------- |
| الدخل – الابتكار           | - دخل المؤسسة (في التدريس)                                                                                               | - 2.5%                            |
| التنوع الدولي              | - نسبة المدرسين الدوليين مُقارنة بالموظفين المحليين - نسبة المدرسين الدوليين مقارنة بعدد الطلاب                           | - 3% - 2%                         |
| التدريس – بيئة التعلم      | - سمعة المؤسسة - عدد الحاصلين على شهادة الدكتوراه - الاعتراف بالجامعة - دخل الجامعة - عدد الحاصلين على درجة البكالوريوس  | - 15% - 6% - 4.5% - 2.25% - 2.25% |
| البحث – حجم الدخل والسمعة  | - سمعة المؤسسة في البحوث - دخل المؤسسة في البحوث - عدد الورقات البحثية السنويّة - عدد البحوث بصفة عامّة/ إجمالي الدخل منها | - 19.5% - 5.25% - 4.5% - 0.75%    |
| الاستشهادات بأبحاث الجامعة | - عدد الاقتباسات مما تُنتجه الجامعة سنويًا                                                                                 | - 32.5%                           |

## التصنيف العالمي

### التصنيف الرسمي
| الجامعة/المؤسّسة البحثية                       | 2010–11 | 2011–12 | 2012–13 | 2013–14 | 2014–15 | 2015–16 | 2016–17 | 2017-18 |
| --------------------------------------------- | ------- | ------- | ------- | ------- | ------- | ------- | ------- | ------- |
| جامعة كامبريدج.                               | 6       | 4       | 2       | 2       | 3       | 2       | 1       | 1       |
| جامعة أوكسفورد                                | 6       | 6       | 7       | 7       | 5       | 4       | 4       | 2       |
| معهد كاليفورنيا للتقنية                       | 2       | 1       | 1       | 1       | 1       | 1       | 2       | 3       |
| جامعة ستانفورد                                | 4       | 2       | 3       | 4       | 4       | 3       | 3       | 3       |
| معهد ماساتشوستس للتكنولوجيا                   | 3       | 7       | 5       | 5       | 6       | 5       | 5       | 5       |
| جامعة هارفارد                                 | 1       | 2       | 4       | 2       | 2       | 6       | 6       | 6       |
| جامعة برنستون                                 | 5       | 5       | 6       | 6       | 7       | 7       | 7       | 7       |
| كلية لندن الإمبراطورية                        | 9       | 8       | 8       | 10      | 9       | 8       | 8       | 8       |
| جامعة شيكاغو                                  | 13      | 9       | 10      | 9       | 11      | 10      | 10      | 9       |
| المعهد الفدرالي السويسري للتكنولوجيا في زيورخ | 15      | 15      | 12      | 14      | 13      | 9       | 9       | 10      |
| جامعة بنسيلفانيا                              | 19      | 16      | 15      | 16      | 16      | 17      | 13      | 10      |

### الجامعات الناشئة
بالإضافة إلى هذا التصنيف فإنّ مجلة التايمز تُوفر كذلك تصنيفًا آخر يضمّ 150 جامعة لا يتعدى عمرها الـ 50 سنة. يُحاول هذا التصنيف لفت الانتباه للجامعات الحديثة كما حصلَ مع جامعة كانبيرا في أستراليا والتي أُنشئت في عام 1990 واستطاعت احتلال المرتبة 50 في قائمة أفضل 150 جامعة حديثة العهد.

### موضوع التصنيف
يهتمُ هذا التصنيف بمختلف التخصصات الأكاديمية لكنّه يركزُ على ست فئات أو تصنيفات وهي الآداب، العلوم الإنسانية، علوم الصحة، الهندسة والتكنولوجيا، علوم الحياة، العلوم الفيزيائية ثم العلوم الاجتماعية.

### التصنيف حسبَ السمعة

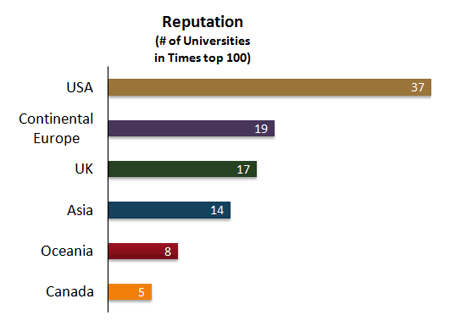
ترتيب الدول حسب عدد الجامعات في التصنيف

| الجامعة/المؤسّسة البحثية     | 2011 | 2012 | 2013 | 2014 | 2015 | 2016 |
| --------------------------- | ---- | ---- | ---- | ---- | ---- | ---- |
| جامعة هارفارد               | 1    | 1    | 1    | 1    | 1    | 1    |
| معهد ماساتشوستس للتكنولوجيا | 2    | 2    | 2    | 2    | 4    | 2    |
| جامعة ستانفورد              | 5    | 4    | 6    | 3    | 5    | 3    |
| جامعة كامبريدج              | 3    | 3    | 3    | 4    | 2    | 4    |
| جامعة أوكسفورد              | 6    | 6    | 4    | 5    | 3    | 5    |
| جامعة كاليفورنيا            | 4    | 5    | 5    | 6    | 6    | 6    |
| جامعة برنستون               | 7    | 7    | 7    | 7    | 7    | 7    |
| جامعة ييل                   | 9    | 10   | 10   | 8    | 8    | 8    |
| جامعة كولومبيا              | 23   | 15   | 13   | 12   | 10   | 9    |
| معهد كاليفورنيا للتقنية     | 10   | 11   | 11   | 9    | 9    | 10   |

## تصنيفات إقليمية

### آسيا
عملت مجلّة التايمز على تصنيف جامعات آسيا والملاحظ أن الترتيب لم يتغيّر تقريبًا منذ عام 2013 وحتى عام 2015 حيثُ حافظت معظم الجامعات على ترتيبها على مستوى القارّة الآسيوية. بحلول عام 2016؛ تم استحداث التصنيف في آسيا حيث أقرّت المجلة اعتمادها على نفس الـ 13 مؤشرًا الذي تعتمدُ عليهم في تصنيفها العالمي الرسمي.
| الجامعة/المؤسّسة البحثيّة                   | 2013 | 2014 | 2015 | 2016 | 2017 |
| ----------------------------------------- | ---- | ---- | ---- | ---- | ---- |
| جامعة سنغافورة الوطنية                    | 2    | 2    | 2    | 1    | 1    |
| جامعة بكين                                | 4    | 5    | 4    | 2    | 2    |
| جامعة تسينغ - هوا                         | 6    | 6    | 5    | 5    | 3    |
| جامعة نانيانغ التكنولوجية                 | 11   | 11   | 10   | 2    | 4    |
| جامعة هونغ كونغ                           | 3    | 3    | 3    | 4    | 5    |
| جامعة هونغ كونغ للعلوم والتكنولوجيا       | 9    | 9    | 7    | 6    | 6    |
| جامعة طوكيو                               | 1    | 1    | 1    | 7    | 7    |
| المعهد الكوري المتقدم للعلوم والتكنولوجيا | 10   | 8    | 8    | 10   | 8    |
| الجامعة الوطنية في سول                    | 8    | 4    | 6    | 9    | 9    |
| جامعة بوهانغ للعلوم والتكنولوجيا          | 5    | 10   | 11   | 8    | 10   |

### الاقتصادات الناشئة
يُعرف هذا التصنيف باسم تصيف تايمز لأفضل الجامعات في الدول ذات اقتصادات ناشئة حيثُ يشمل الجامعات في البلدان المصنفة «كاقتصاد ناشئ» بما في ذلك الدول في بريكس مثلَ البرازيل، روسيا، الهند، الصين وجنوب أفريقيا مع استثناء هونغ كونغ.